# Gromadzka Rada Narodowa
Dem Gromadzka Rada Narodowa (GRN, dt. Gromada-Volksrat) oblag die Verwaltung der niedrigsten Verwaltungseinheit, der Gromada, in der Volksrepublik Polen zwischen 1954 und 1972. Ein GRN wurde für drei Jahre von den Einwohnern der Gromada gewählt und hatte zwischen 9 und 27 Mitgliedern. Die Anzahl wurde vom Powiatowa Rada Narodowa festgelegt und richtete sich nach der Einwohnerzahl der Gromada.
Zu den Aufgaben des Volksrates gehörte  
- die Versorgung der lokalen Bevölkerung,
- die Instandhaltung der lokalen Infrastruktur,
- Befriedigung der sozialen und kulturellen Bedürfnisse der lokalen Bevölkerung,
- Organisation und Verwaltung der lokalen Bildungseinrichtung
- Organisation und Verbesserung der öffentlichen Gesundheitsversorgung sowie
- die Förderung der landwirtschaftlichen Produktion.[1]